# Осьмаки (Новгород-Сіверський район)
Осьмаки́ — село в Україні, у Понорницькій селищній громаді Новгород-Сіверського району Чернігівської області. Населення становить приблизно 70 осіб (2021 р.). До 2020 орган місцевого самоврядування — Вербівська сільська рада.

## Історія
У давнину в селі займалися гончарством. За даними інженера-технолога М.А. Пакульського, який досліджував кустарні промисли Чернігівщини, наприкінці ХІХ ст. в Осьмаках маже всі чоловіки були гончарями («це їх хліб, бо – земля не годує – наполовину сипкий пісок»).
12 червня 2020 року, відповідно до розпорядження Кабінету Міністрів України № 730-р «Про визначення адміністративних центрів та затвердження територій територіальних громад Чернігівської області», увійшло до складу Понорницької селищної громади.
19 липня 2020 року, в результаті адміністративно-територіальної реформи та ліквідації Коропського району, увійшло до складу Новгород-Сіверського району Чернігівської області.